# Batalla d'Idistaviso
La batalla d'Idistaviso (llatí: Idistaviso, -onis) va ser una batalla entre els queruscs dirigits per Armini i l'Imperi Romà, dirigit pel general Germànic, l'any 16.
Armini va sofrir una gran derrota. El lloc és esmentat per Tàcit però la seva localització és impossible. Tàcit només diu que es trobava a prop del riu Visurgis. D'entre les moltes localitzacions proposades, hi ha autors que diuen que la batalla va tenir lloc entre Bückeburg i Rinteln, a la contrada de l'anomenada Porta Westfalica, a la Baixa Saxònia. Hans Dobbertin (1983) concreta més proposant una localització de la batalla entre Evesen i Bückeburg.